# 今関敏子
今関 敏子（いまぜき としこ、1947年 - ）は、国文学者、中世文学専攻、川村学園女子大学人間科学部名誉教授。
1970年成蹊大学文学部日本文学科卒業。1982年お茶の水女子大学人間文化研究科比較文化専攻博士課程単位取得満期退学、帝塚山学院大学文学部助教授、教授、1990年サンパウロ大学客員教授、1999年川村学園女子大教授。
中世の女流日記・和歌、また「色ごのみ」、女の旅などを研究する。

## 著書
- 『中世女流日記文学論考』和泉書院 1987
- 『<色好み>の系譜 女たちのゆくえ』世界思想社 1996
- 『金槐和歌集』の時空 定家所伝本の配列構成』和泉書院 2000
- 『信生法師集新訳註』風間書房 2002
- 『旅する女たち 超越と逸脱の王朝文学』笠間書院 2004
- 『仮名日記文学論　王朝女性たちの時空と自我・その表象』笠間書院、2013
- 『実朝の歌 金槐和歌集訳注』青簡舎 2013

### 編著・共著
- 『弁内侍日記』（校注）和泉書院 1989
- 『成熟と老い』安井信子、沢山美果子共著 世界思想社 1998
- 『中世日記・随筆（日本文学研究論文集成）』若草書房 1999
- 『涙の文化学 人はなぜ泣くのか』編 青簡舎 2009